# 洛桑旦巴
洛桑旦巴（藏語：བློ་བཟང་དམ་པ་，威利转写：blo bzang dam pa，1954年—），西藏措美人，藏族，中华人民共和国政治人物、第十二届全国人民代表大会西藏地区代表。
毕业于中央党校函授学院大专班党政管理专业。加入中国共产党。2013年，担任全国人大代表。